# Joan Crawford
Joan Crawford, właśc. Lucille Fay LeSueur (ur. 23 marca 1904 w San Antonio, zm. 10 maja 1977 w Nowym Jorku) – amerykańska aktorka kinowa i telewizyjna, tancerka oraz dyrektor wykonawczy. W 1999 American Film Institute umieścił ją na dziesiątym miejscu na liście największych aktorek wszech czasów (The 50 Greatest American Screen Legends).
Karierę zaczynała jako tancerka rewiowa na Broadwayu. W 1925 podpisała kontrakt z MGM i wkrótce została symbolem filmów o flapper. W latach 30. zasłynęła z ról kobiet, które ciężką pracą zdobywają sukces i miłość. U schyłku tej dekady jej filmy przestały przynosić wysokie zyski. W połowie lat 40. aktorka powróciła do wysokiej formy, a w 1945 została laureatką Oscara za najlepszą pierwszoplanową rolę kobiecą w Mildred Pierce. Była jeszcze dwukrotnie nominowana do tej nagrody: za filmy noir Opętana i Sudden Fear. Zagrała w ponad 80 filmach, zarówno niemych, jak i dźwiękowych, m.in. w Naszych roztańczonych córkach, Ludziach w hotelu, Kobietach, Humoresce, Co się zdarzyło Baby Jane?. Najczęściej, bo ośmiokrotnie, występowała u boku Clarka Gable’a. W połowie lat 70. wycofała się z życia publicznego.
Była czterokrotnie zamężna. Adoptowała pięcioro dzieci, z czego jedno zostało odebrane przez biologiczną matkę. Wydziedziczyła dwoje dzieci, Christinę i Christophera. Była bohaterką kontrowersyjnych wspomnień autorstwa jej córki, Christiny, „Mommie Dearest”, na podstawie których powstał również film z Faye Dunaway.

## Życiorys

### Młodość
Daty urodzenia aktorki nie potwierdza żaden oficjalny zapis, ponieważ Teksas zaczął prowadzić rejestr urodzin dopiero po 1908 r. Spekulowano, że tak naprawdę była starsza o kilka lat, ale sama Crawford zawsze podawała 23 marca 1908 r. jako właściwą i taką też wpisano w nekrologu zamieszczonym w New York Times.
Anna Bell Johnson, matka Crawford, miała irlandzko-szwedzkie korzenie a Thomas LeSueur, za którego wyszła w 1902 r., był potomkiem Kanadyjczyków. Joan była najmłodszą z ich dzieci – pierwsze dziecko, córka Daisy zmarła wkrótce po narodzinach, a drugie – syn Hal Hayes najprawdopodobniej przyszedł na świat w 1904 r. Thomas, krótko po narodzinach Lucille, opuścił rodzinę, a matka aktorki zdecydowała się przenieść do Lawton w Oklahomie. Aktorka dorastała w przekonaniu, że jej prawdziwym ojcem był drugi partner matki – Henry Cassin. Biologicznego ojca spotkała tylko raz. Młoda Crawford uważała przybranego ojca za troskliwego i czułego mężczyznę. Zajmował się teatrem, który z czasem zafascynował również ją, podobnie jak taniec. Swoją matkę postrzegała jako wybuchową kobietę, która faworyzowała jedynego syna. Hal nonszalancko traktował siostrę, często sobie z niej szydząc. O tym, że nie była jedyną córką i jej prawdziwym ojcem jest ktoś inny, dowiedziała się właśnie od brata. Najprawdopodobniej w 1916 r. wskutek fałszywych oskarżeń o malwersacje, z których potem został oczyszczony przez sąd, Henry Cassin wraz z bliskimi opuścił Lawton i razem udali się do Kansas City. Tam Lucille uczęszczała do szkoły podstawowej o 3 klasy niższej niż wynikało to z jej wieku ponieważ wcześniej nigdzie się nie uczyła. Być może przez to nie była akceptowana przez rówieśników.
Crawford była w szkole z internatem, a że rodziny nie było stać na opłacenie czesnego, musiała wykonywać różne pracy m.in. zmywać i sprzątać w szkole. Ostatecznie związek Anny i Henry’ego rozpadł się, a dzieci wraz z matką z powodu trudnej sytuacji życiowej musiały zamieszkać na zapleczu pralni. W szkole świętej Agnieszki wystąpiła po raz pierwszy na scenie w przedstawieniu baletowym Miesiące roku. Po kilku latach musiała wybrać szkołę średnią i zapisała się do Akademii Rockingham, którą ukończyła w 1923 r. Wkrótce zaczęła pracować w domu towarowym i rozpoczęła edukację w Stephen College w Columbii, do którego po kilku miesiącach przestała uczęszczać. W owym czasie wygrywała konkursy taneczne w nocnych klubach i czekała na swoją szansę, aby zaistnieć w świecie show-biznesu.

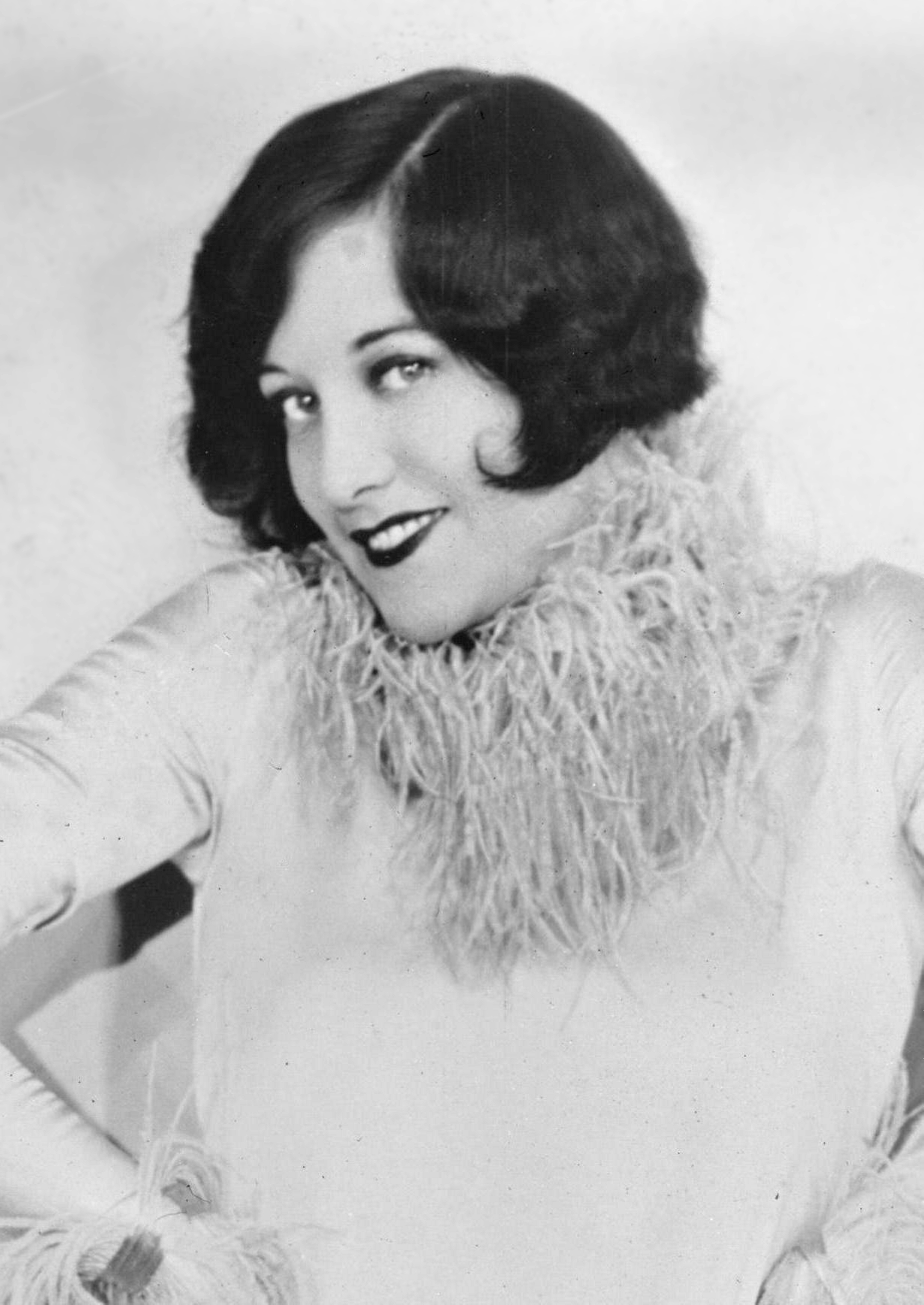
Crawford w 1927 r.

### Początki kariery
Dzięki znajomościom z Katherine Emerine, u której występowała jako tancerka w objazdowej rewii, zdecydowała się wyruszyć do Chicago i tam pracowała jako tancerka, z gażą 25 dolarów tygodniowo. Przebywała w Oklahoma City i Detroit. Właśnie tam została zauważona przez producenta J.J. Schuberta, który zaproponował jej udział w nowym projekcie Innocent Eyes, który miał premierę w marcu 1924 r. w Winter Garden Theatre w Nowym Jorku. Wkrótce otrzymała podwyżkę i zarabiała 35 dolarów tygodniowo. Udane występy spowodowały, że Harry Rapf, producent z MGM, zaprosił ją na zdjęcia próbne. Boże Narodzenie spędziła w Kansas City z rodziną. Wówczas otrzymała telegram z informacją o propozycji 5-letniego kontraktu od wytwórni, z gwarancją zarobku 75 dolarów tygodniowo. Dnia 3 stycznia 1925 r. dotarła do Los Angeles i została zakwaterowana w Hotelu Washington. Dzięki pomocy gwiazdora kina niemego Williama Hainesa aktorka względnie szybko odnalazła się w nowym otoczeniu. W 1925 r. zagrała w sześciu filmach, ale w większości przypadków nie była wymieniana w napisach. W Lady of Night była dublerką Normy Shearer, w The Only Thing Jacka Conwaya była damą dworu, statystowała w The Circle i Wesołej wdówce, a bardziej znaczącą rolą była Bobby w Rewii piękności. Wkrótce szef reklamy MGM stwierdził, że aktorka musi mieć zmienione nazwisko ponieważ LeSueur brzmi zbyt teatralnie, pasuje do królowej burleski, a ponadto mało kto wiedział jak poprawie wypowiedzieć nazwisko przez co LeSueur kojarzyło się ze słowem sewer (ściek po ang.). W wyniku konkursu przeprowadzonego w czasopiśmie filmowym Lucille LeSueur stała się Joan Crawford.
W 1926 r. Crawford w plebiscycie WAMPAS Baby Stars znalazła się na liście najbardziej perspektywicznych gwiazd filmowych. Pierwszym istotniejszym filmem w karierze aktorki był występ Demonie cyrku, a jej grę docenił m.in. The New York World. Występ w Naszych roztańczonych córkach potwierdził formę aktorki. Decydenci MGM uznali, że Crawford jest gotowa na współpracę z największymi męskimi gwiazdami kina niemego: Johnem Gilbertem, Ramonem Navarro.

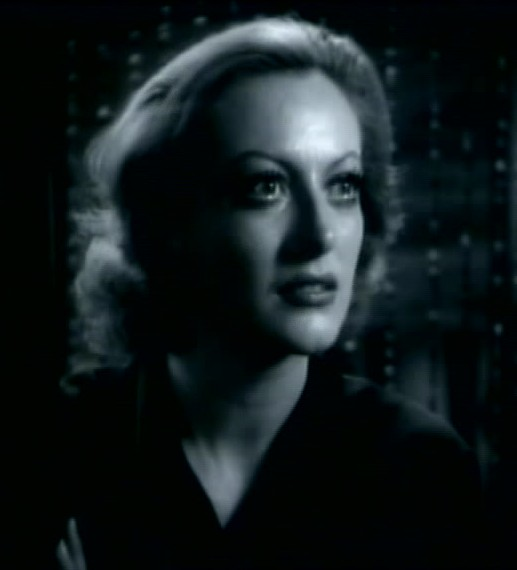
Crawford w Grzechu

### Gwiazda Metro-Goldwyn-Mayer
Wraz z nastaniem ery filmu dźwiękowego wielu aktorów stanęło przed zupełnie nowym wyzwaniem. Część z nich odmawiała gry w filmie dźwiękowym ze względu na np. akcent lub dykcję. Zresztą studio MGM długo zwlekało z przejściem na produkcję filmów nowego typu. Crawford wraz z innymi gwiazdami MGM wzięła udział w jednym z pierwszych musicali Hollywood Revue gdzie zaśpiewała piosenkę „Got a Feeling for You”. Aktorka na potrzeby filmu brała lekcje śpiewu. Drzwi do wielkiej kariery na dobre otworzył jej występ w Naszych roztańczonych córkach, który New York Mirror ocenił jako „najlepszą robotę w jej karierze”. W Untamed wystąpiła u boku Roberta Montgomery’ego, a krytycy uznali głos Crawford za „uwodzicielski”, aczkolwiek całokształt roli spotkał się z mieszanymi ocenami. Aktorka stała się obok Clary Bow symbolem filmów o flapper, a więc o niezależnych, wyemancypowanych i odważnych kobietach. Jej image utrwaliły kolejne dwa 2 filmy z tej serii: Our Modern Maidens i Our Blushing Brides.

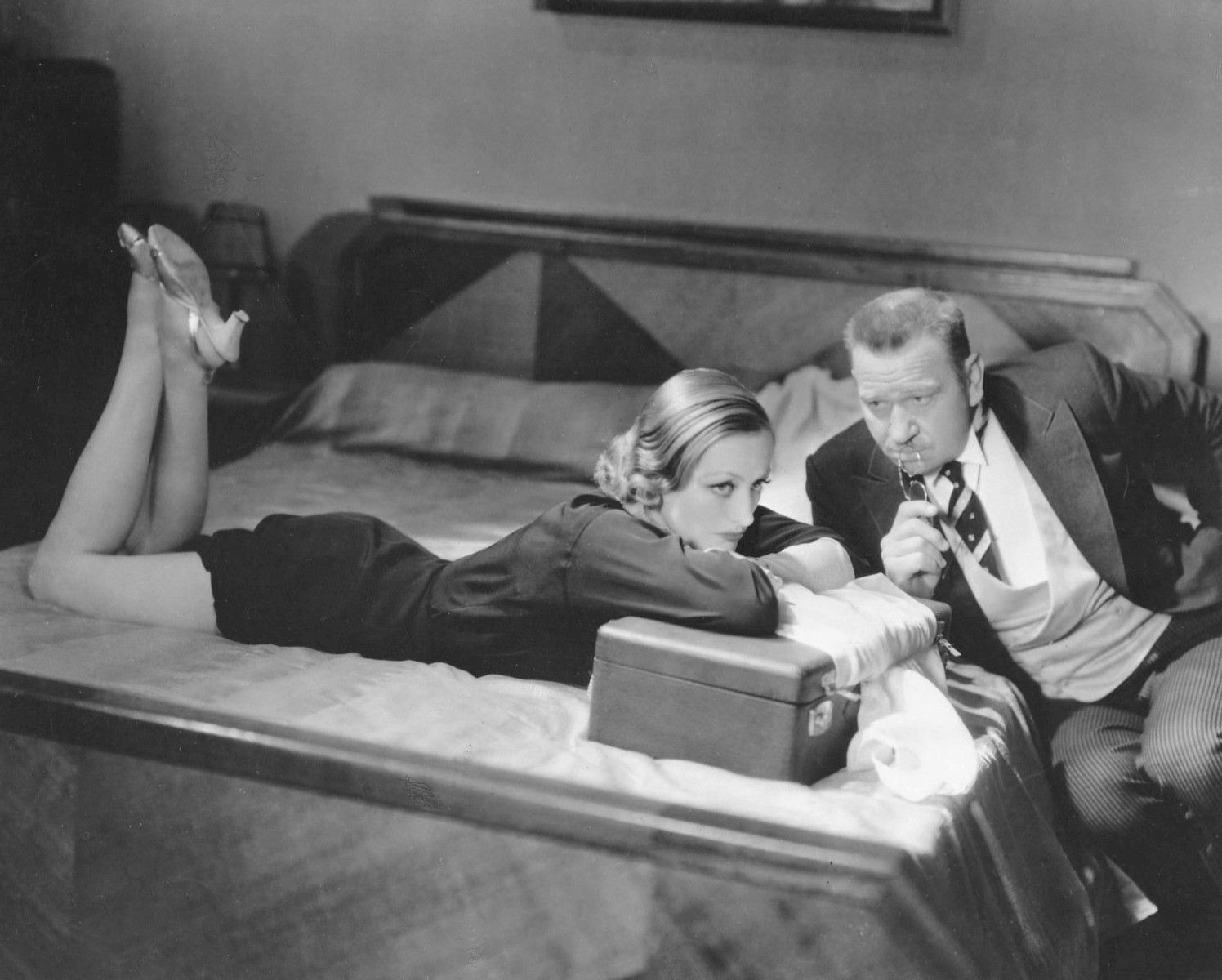
Crawford i Wallace Beery w Ludziach w hotelu

Wraz ze wzrostem popularności do aktorki przychodziły setki, a nawet tysiące listów od przede wszystkim fanek, na które początkowo sama odpisywała. Jednakże pod koniec lat 20. decydenci MGM uznali, że tą czynnością zajmą się pracownicy studia, którzy mieli za zadanie odpowiadać na najbardziej sensowną korespondencję od młodych kobiet, które twierdziły, że „chcą być jak Joan Crawford” i od osób, które prosiły o zezwolenie na założenie klubów poświęconych aktorce.
Z początkiem lat 30. studio zdecydowało o zmianie wizerunku aktorki, która od tej pory grała bardziej zróżnicowane role. W 1931 r. wystąpiła w trzech filmach (Dance, Fools, Dance, Laughing Sinners i Possessed) wraz z Clarkiem Gable’em i każdy z nich okazał się sukcesem. Rok później zagrała wraz z Gretą Garbo i Johnem Barrymoore’em w Ludziach w hotelu, najbardziej dochodowym filmie tego roku, nagrodzonym Oscarem za najlepszy film. Zdaniem aktorki był to jej najlepszy film w karierze. Bardzo przeżywała występ u boku tak wielkich aktorów, a szczególnie spotkanie z Gretą Garbo z którą notabene nie zagrała ani jednej wspólnej sceny. Wydaje się, że dzięki temu filmowi Crawford uzyskała status prawdziwej gwiazdy. Począwszy od 1932 r. aż do 1936 r. znajdowała się na liście najbardziej dochodowych gwiazd Hollywood. Do jej najsłynniejszych filmów z tego okresu należą: Tańcząca Wenus, Forsaking All Others, Tylko raz kochała.

### Kryzys w karierze
W 1937 r. aktorka znalazła się na liście 17 Amerykanów, którzy zarobili ponad 300 tys. dolarów rocznie, w zestawieniu zajęła 14 miejsce z dochodem ponad 351 tys. dolarów i chociaż w tym samym czasie magazyn Life nazwał Crawford „królową filmów”, to schyłek lat 30. był dla aktorki pasmem komercyjnych niepowodzeń. Udział w Damie na dwa tygodnie, Modelce, Chwili pokusy czy Białej kawalkadzie nie przyniósł studiu filmowemu oczekiwanych zysków, a straty. W związku z tym Crawford została uznana za box-office poison. Pomimo tego jej występy wciąż były docenianie przez krytyków, jak w przypadku filmu Kobiety, gdzie wcieliła się w antypatyczną postać czy w Twarzy kobiety. Krytyk Denis Schwartz pisząc o tej ostatniej roli Crawford przyznał, że „pomimo konieczności grania kobiety o zniekształconej twarzy (przez co najmniej połowę filmu), co mogło być kosztowne dla jej wizerunku, przyczyniło się to do rozwoju jej kariery jako aktorki dramatycznej”. Aktorka zawiedziona odgrywaniem podobnych do siebie ról zdecydowała się na rozstanie z wytwórnią filmową. Mówiła wprost, że decydenci wytwórni śmiali się, kiedy mówiła o swoich zawodowych ambicjach. Dnia 29 czerwca 1943 r., po osiemnastu latach pracy, kontrakt Crawford z MGM nie został przedłużony.

### Okres Warner Bros.
Już 1 lipca 1943 r. znalazła się na liście Warner Bros., a kontrakt opiewał na 500 tys. dolarów (trzy filmy). Co ciekawe aktorka zrezygnowała z tygodniowej wypłaty w momencie w którym producenci nie potrafili znaleźć dla niej dogodnego scenariusza.

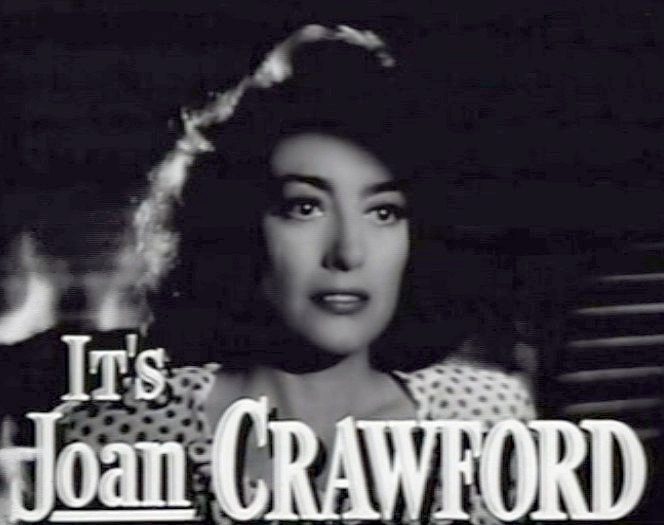
Crawford w zwiastunie Mildred Pierce

### Mildred Pierce
Nie była pierwszym wyborem do tytułowej roli w Mildred Pierce, a ponadto Michael Curtiz nie był jej wielkim zwolennikiem i chciał, aby aktorka przybyła na zdjęcia próbne, co też uczyniła. Za tytułową rolę Crawford otrzymała swojego pierwszego i jedynego Oscara. O statuetce mówiła tak:

Zawsze chciałam go zdobyć i przechowuję go jak skarb. Dobrze zagrałam w znakomitym filmie, teraz widzę jednak, że był to bardziej Oscar za całokształt i otrzymałam go za rolę w swoich najlepszych filmach, «Twarzy kobiety» i «Ludziach w hotelu», plus parę dodatkowych punktów za to, że tak długo czekałam.

Aktorka w ogóle nie pojawiła się w Grauman’s Chinese Theatre w Los Angeles na ceremonii wręczenia najważniejszych nagród filmowych z powodów zdrowotnych. Sama była przekonana, że nagrodę zdobędzie Ingrid Bergman, murowana faworytka wielu filmowców. Oscara odebrała w swoim łóżku w domu w Brentwood od Michaela Curtiza i Jerry’ego Walda w obecności wielu dziennikarzy. Niektórzy z nich sugerowali, że aktorka symulowała chorobę, bo nie chciała się pojawić na rozdaniu nagród, póki nie była pewna wygranej.
Sukces Mildred Pierce i Humoreski przyczynił się do renegocjacji kontraktu, który od 1947 r. miał wiązać aktorkę ze studiem na 7 lat z gwarancją zarobku 200 tys. dolarów. Zazwyczaj grała w filmach noir i dramatach. Z tego okresu najbardziej znaną jej rolą była Louise Howell w Opętanej, za którą otrzymała drugą nominację do Oscara, ale przegrała rywalizację z Lorettą Young.

### Lata 50. i 60.
Po fiasku i „bolesnym doświadczeniu”, jakim miał być obraz This Woman is Dangerous, agent Lew Wasserman wynegocjował rozwiązanie kontraktu z Warner Bros., a aktorka po raz pierwszy stała się w pełni niezależna.

### Sudden Fear
Crawford na potrzeby gry w Sudden Fear zgodziła się na mniejszą gażę w zamian za udział w zyskach z dystrybucji RKO Pictures. W filmie noir Davida Millera zagrała zamożną dramatopisarkę Myrę Hudson, na życie której czyha jej mąż wraz z kochanką. Udział w tym obrazie przyniósł aktorce trzecią i ostatnią nominację do Oscara, ale statuetka ostatecznie trafiła w ręce Shirley Booth.

### Relacje z Bette Davis
Uważa się, że jedna z najbardziej znanych rywalizacji w historii Hollywood miała miejsce między Bette Davis a Joan Crawford. Spekulowano, że przyczyną niechęci między kobietami był Franchot Tone, który podobał się obu kobietom, ale ostatecznie został mężem Crawford. Davis miała przyznać, że nigdy nie wybaczy tego swojej rywalce. Gdy Crawford podpisała kontrakt z Warner Bros. stało się jasne, że mogły konkurować o te same role. Davis odrzuciła rolę w Mildred Pierce, która przyniosła Crawford Oscara. Zarówno Davis jak i Crawford nie szczędziły sobie sarkastycznych komentarzy. Davis stwierdziła, że jej oponentka „spała z każdym gwiazdorem MGM poza Lassie”, a ta zrewanżowała się rywalce krytykując jej urodę i nazywając jej makijaże kamuflażem chroniącym przed brakiem piękna.

### Co się zdarzyło Baby Jane?
W październiku 1961 r. Robert Aldrich przysłał scenariusz oparty na powieści What Ever Happened to Baby Jane? autorstwa Henry’ego Farrella. Crawford była entuzjastką sfilmowania tej powieści i sama chciała żeby jej rywalkę w tym filmie zagrała właśnie Bette Davis. Aby film mógł w ogóle powstać obie aktorki musiały zrezygnować z części gaży w zamian za udział w zyskach.
Opowieść o dwóch siostrach, byłych gwiazdach filmowych, żyjących samotnie w rezydencji w Hollywood wydawała się być alegorią losów aktorek, które na początku lat 60. jak przypuszczano, miały swoje najlepsze chwile już za sobą. Crawford grała poruszającą się na wózku inwalidzkim Blanche Hudson, która była uzależniona od kaprysów swojej nieobliczalnej siostry.

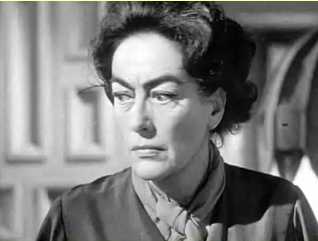
Crawford w Co się zdarzyło Baby Jane?

Współpraca na planie była jednocześnie punktem kulminacyjnym wieloletniego konfliktu między Crawford a Davis. Joan była żoną prezesa Pepsi Cola w tym czasie, więc Davis zadbała, aby maszyna z tym napojem była zainstalowana w jej garderobie. W scenie, w której Davis musiała ciągnąć po podłodze Crawford, ta wypełnia swoje kieszenie kamieniami. Pomimo tego typu złośliwości obie wzajemnie doceniały swój profesjonalizm na planie i przygotowanie do pracy nad poszczególnymi scenami.
Premiera filmu odbyła się w listopadzie 1962 r. w Nowym Jorku i New Jersey, a w ciągu 11 dni zwróciły się koszty produkcji. Crawford w przeciwieństwie do Davis nie została nominowana do Oscara, jednakże zdecydowała się w pewien sposób zaistnieć na rozdaniu najważniejszych nagród filmowych. Umówiła się z Anne Bancroft, która nie mogła być w Kalifornii, że gdyby wygrała, odbierze za nią nagrodę. I tak się rzeczywiście stało, co Davis ponoć bardzo rozzłościło.
Crawford po latach tak wspominała domniemany konflikt z Bette Davis:

Prasa rozpisywała się o tak zwanym konflikcie między nami i być może Bette uwierzyła w to, co czytała. A może uznała, że kiedy będzie się na mnie złościć, zwróci na siebie uwagę, a nawet zyska współczucie dla ofiary tej «strasznej bestii, pani Crawford» nie z szacunkiem, lecz z drwiną. Myślałam o niej «Bette», ale ona nigdy nie nazwała mnie Joan.

Aktorka odmówiła gry w Nie płacz, Charlotto z Bette Davis, w kolejnym filmie w reżyserii Roberta Aldricha. Wzięła udział natomiast w horrorach Strait-Jacket i Berserk!, które spotkały się z mieszanymi ocenami krytyków, aczkolwiek Crawford była chwalona za swoje filmowe wcielenia.

### Ostatnie lata

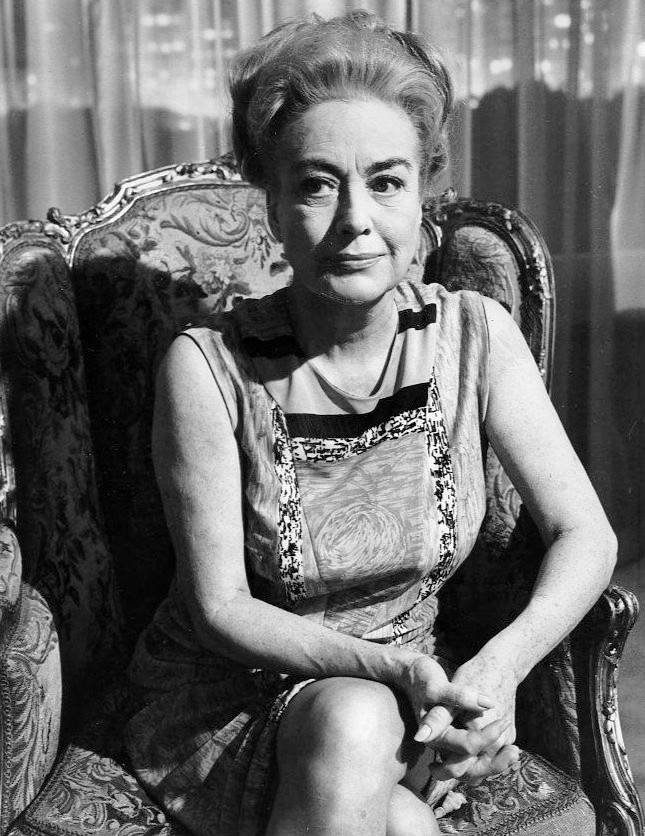
Crawford w 1969 r.

W 1962 opublikowała autobiografię A Portrait of Joan, a w 1971 My Way of Life. W 1970 otrzymała Nagrodę im. Cecila B. DeMille’a. Z powodów finansowych w 1973 przeniosła się z wytwornej rezydencji do mniejszego apartamentu. Po raz ostatni wystąpiła publicznie rok później podczas uroczystości na cześć swojej przyjaciółki Rosalind Russell. Nazajutrz, gdy Crawford zobaczyła swoje zdjęcia w gazecie, które wywarły na niej negatywne wrażenia, stwierdziła że „jeśli tak mnie widzą, to więcej już nie zobaczą”. Zdecydowała się wycofać z życia publicznego i od tej pory spotykała się tylko z najbliższą rodziną i przyjaciółmi.

Nie chciałam słyszeć «o, popatrz, to kiedyś była Joan Crawford». Wolałam pozostać już w domu i odpisywać na listy od wielbicieli. Czasem oglądałam któryś ze swoich dawnych filmów.

### Radio i telewizja
Crawford brała udział w różnego rodzaju słuchowiskach radiowych począwszy od 1935 r. aż do 1968 r. Ponadto pojawiła się ponad 100 razy na antenie telewizji, biorąc udział m.in. w talk-show (m.in. David Frost show) i reklamach.

### Śmierć i pogrzeb
Dnia 10 maja 1977 r. Crawford zmarła w swoim apartamencie w Nowym Jorku. Przyczyną zgonu był zawał serca. Zgodnie z testamentem bliźniaczki Cindy i Cathy otrzymały 77,5 tys. dolarów, Betty Barker, przyjaciółka i sekretarka Crawford, otrzymała 35 tys. dolarów, a Christopher i Christina zostali wydziedziczeni z „powodów które są im dobrze znane”. Część pieniędzy została przekazana wielu organizacjom m.in. domowi opieki Motion Picture Home, który aktorka sama założyła, Amerykańskiemu Towarzystwu Walki z Rakiem, Stowarzyszeniu Dystrofii Mięśniowych, Amerykańskiemu Stowarzyszeniu Chorób Serca oraz Szkole dla Chłopców w Wiltwyck.
New York Times opublikował na pierwszej stronie liczący 2 tysiące słów nekrolog. Dnia 13 maja Jack Valenti, dyrektor generalny Motion Picture Association of America, poprosił o minutę ciszy we wszystkich studiach Hollywood. Tego samego dnia odbyła się prywatna ceremonia pogrzebu w której wzięła udział czwórka dzieci i 75 innych osób. Natomiast nabożeństwo żałobne miało miejsce w All Souls Unitarian Church, w którym wzięło udział 1,5 tys. osób. W czasie uroczystości przemawiali Anita Loos, Cliff Robertson, Geraldine Brooks, a zaśpiewała Pearl Bailey. Dnia 24 czerwca na uroczystości w Beverly Hills mowę pożegnalną odczytał George Cukor:

Stanowiła doskonały przykład gwiazdy filmowej i, jako taka, w dużej mierze była kreacją swojej niezłomnej chęci. Miała, oczywiście, niezwykły materiał do pracy. Wrodzoną inteligencję, niesamowitą zwierzęcą witalność, urocza figurę i, przede wszystkim, twarz (...). Myślałem, że Joan Crawford nigdy nie odejdzie. Jeśli się tak zastanowić, póki filmowcy będą trzymać się razem i Hollywood będzie cokolwiek znaczyć, ona nigdy nie odejdzie.

## Życie prywatne
Pomimo niezbyt dobrych relacji z matką i bratem aktorka przez lata wysyłała pieniądze obojgu chociaż, jak sama przyznawała po latach, to co im przekazywała to „zawsze było za mało”. Po rozpoczęciu zdjęć do Demona cyrku do Hollywood przyjechał Hal, brat aktorki, który dzięki protekcji Crawford otrzymał angaż do kilku filmów w charakterze statysty i aktora w rolach epizodycznych. W pewnym momencie aktorka miała dość niewdzięcznej postawy bliskich i ucięła z nimi wszelkie kontakty. W konsekwencji przedstawiano ją jako okrutną i bezduszną kobietę, a rodzina miała ją rzekomo szantażować opowiedzeniem prasie kompromitujących historii z życia gwiazdy Hollywood.

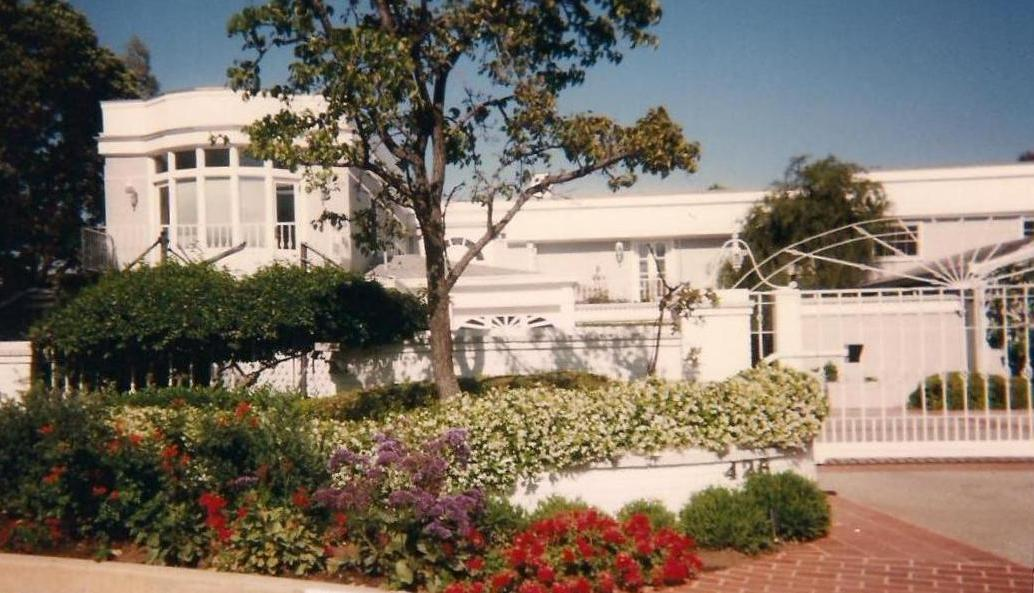
Dom Crawford w Brentwood

Związana była m.in. z prawnikiem Gregiem Bautzerem, Yulem Brynnerem, spadkobiercą fortuny przetwórców mięsa z Chicago Mikiem Cudahym, Clarkiem Gable’em, Kirkiem Douglasem czy Vincentem Shermanem. Wedle transkrypcji taśm z terapii Marilyn Monroe miała przyznać, że spędziła noc z Crawford przy czym pomimo sugestii nie była zainteresowania dalszymi spotkaniami.
Bardzo dbała o kondycję fizyczną. W okresie małżeństwa z Douglasem Fairbanksem Jr. regularnie ćwiczyła i masowała ciało kostkami lodu. Wówczas nie paliła i stroniła od alkoholu.
Wychodziła czterokrotnie za mąż. Jej mężami byli:
- Douglas Fairbanks Jr. – (3 czerwca 1929 – 12 maja 1933) – rozwód
- Franchot Tone – (11 października 1935 – 11 kwietnia 1939) – rozwód
- Phillip Terry – (20 czerwca 1942 – 25 kwietnia 1946) – rozwód
- Alfred Steele – (10 maja 1955 – 4 kwietnia 1959) – jego śmierć

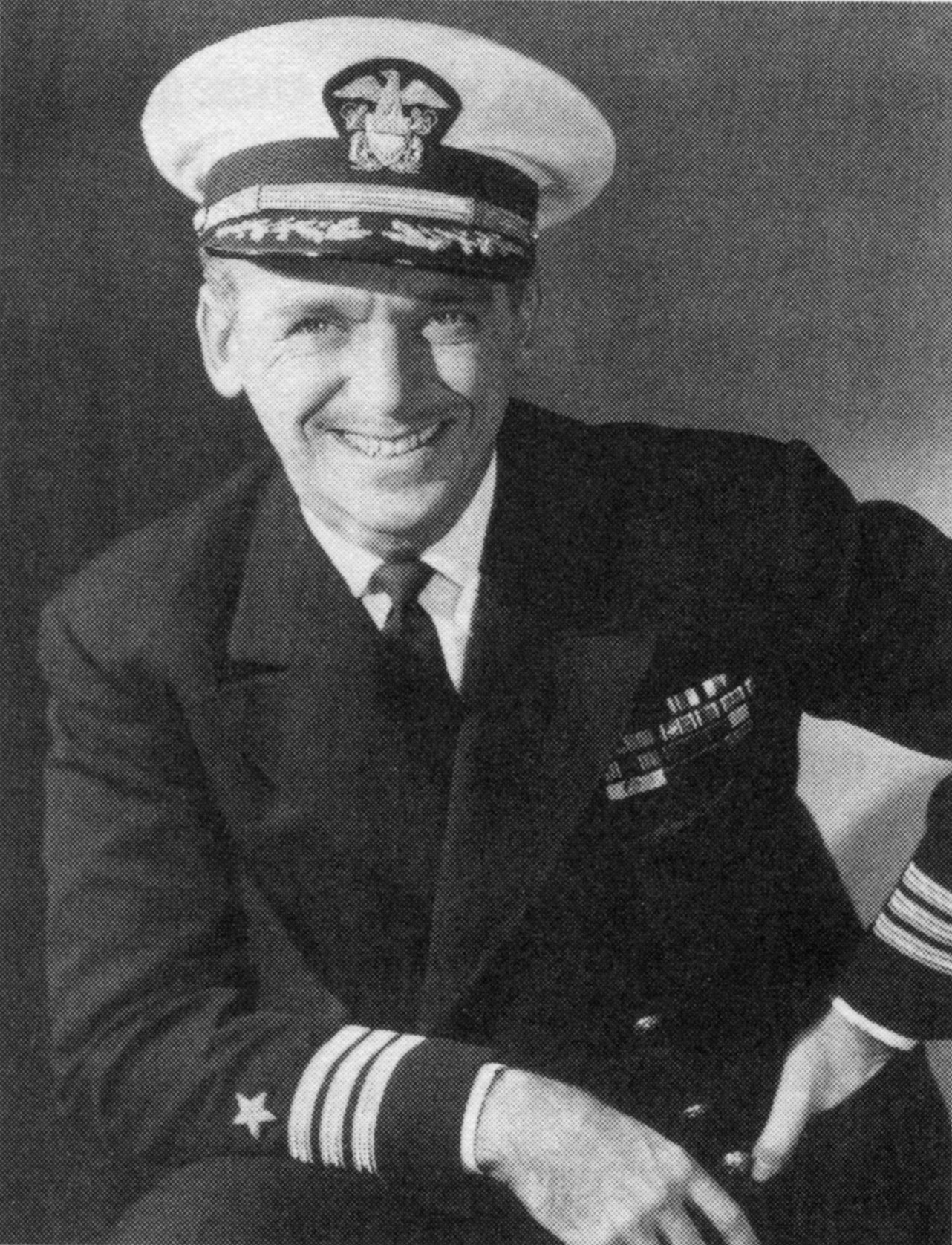
Douglas Fairbanks Jr.

### Małżeństwo z Douglasem Fairbanksem Jr. (1929–1933)
Crawford poznała syna wpływowych amerykańskich aktorów i producentów, Douglasa Fairbanksa i Mary Pickford, na premierze sztuki Johna Van Drutena Młody Woodley, w której ten występował. Za pośrednictwem producenta MGM Paula Berna przekazała wiadomość młodemu Fairbanksowi o tym, że była pod wrażeniem jego gry, udostępniła mu także swój numer telefonu z prośbą o kontakt. Para spotykała się dość rzadko, bo zazwyczaj w weekendy, ze względu na obłożony kalendarz zawodowy. Wystąpili razem w Our Moderm Maidens. Pobrali się 3 czerwca 1929 w kaplicy kościoła St. Malachy w Nowym Jorku. Rodzice Douglasa początkowo nie akceptowali wybranki syna, ale po pewnym czasie relacje między nimi się polepszyły. Fairbanks Jr. określił Crawford jako kobietę „nieśmiałą, pełną pasji i zdyscyplinowaną”. Para razem brała udział w wielu przyjęciach z ludźmi amerykańskiego show-biznesu, przy czym aktorka nie czuła się na nich dobrze; twierdziła, że miała „poczucie niższości z powodu braku doświadczenia, wykształcenia i znajomości z ludźmi, którzy spędzili dzieciństwo w bardziej wyrobionym środowisku”. Po ślubie Fairbanks Jr. miewał przelotne romanse, co tłumaczył młodym wiekiem i niedoświadczeniem. Nie wiadomo, czy Crawford wiedziała o zdradach męża, w każdym razie sama nie była całkiem wierna, m.in. zbliżyła się do Franchota Tone’a i miała dwuletni romans z Clarkiem Gablem. Gdy Fairbanks Jr. złożył niezapowiedzianą wizytę Crawford na planie filmu Grzech (kręconym na Catalina Island), aktorka uznała, że jego przyjazd ją zdekoncentrował, dlatego jej mąż wrócił do domu. Próbą ratunku związku był wyjazd do Londynu i Paryża, który małżonkowie traktowali jako spóźniony miesiąc miodowy. W czasie pobytu w Europie zapraszani byli na przyjęcia przez Noela Cowarda, spotykali się z Maurice’em Chevalierem czy Georges’em Carpentierem. Pomimo rozpadu związku w 1933 oboje pozostali w przyjacielskich stosunkach aż do śmierci. Spekulowano, że aktorka poddała się zabiegowi aborcji w okresie małżeństwa z Fairbanksem jr..
Crawford po latach przyznała:

Darzyłam większym uczuciem swoją karierę niż jakiegokolwiek mężczyznę, nawet Douglasa. Może on to wyczuł i to nas poróżniło.

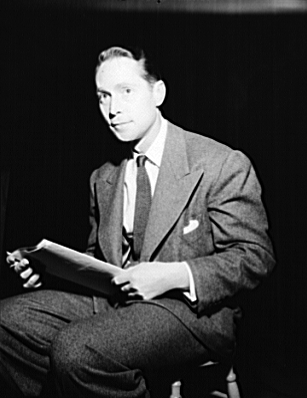
Franchot Tone

### Małżeństwo z Franchotem Tone’em (1935–1939)
Aktor teatralny i filmowy Franchot Tone pochodził z dobrze usytuowanej rodziny. Crawford poznał w 1933 r. na planie „Today we Live”. Oboje współpracowali ze sobą siedmiokrotnie.
Para wzięła ślub 11 października 1935 r. Tone był swego rodzaju mentorem dla Crawford. Wynajął Romano Romaniego, trenera śpiewaczki Rosy Ponselle, aby jego żona kształciła się dalej wokalnie. W pierwszym roku małżeństwa oboje odgrywali zarówno klasyczne jak i współczesne sztuki w nieformalnym teatrze, znajdującym się w ich ogrodzie. Z upływem czasu między małżonkami miało dochodzić do kłótni i rękoczynów. Przyczyną tego mogły być nadużywanie alkoholu i niepowodzenia Tone’a w karierze filmowej. Był on bowiem notorycznie postrzegany jako aktor drugoplanowy podczas gdy jego żona była wielką gwiazdą od lat. Czarą goryczy w związku obojga miało być nakrycie in flagranti Tone’a z nieznaną Crawford aktorką. Podobnie jak w przypadku poprzedniego małżeństwa Crawford i Tone pozostali przyjaciółmi. Aktor zaproponował jej nawet ponowny ślub na co Crawford się nie zgodziła. Opiekowała się mężczyzną gdy ten cierpiał z powodu raka płuc, pomagała także w przygotowaniach do jego pogrzebu.

### Małżeństwo z Phillipem Terrym (1942–1946)
Crawford poznała aktora Phillipa Terry’ego wiosną 1942 r. i zaledwie po 6 tygodniach związku zdecydowała się wyjść za mąż. Ślub odbył się 20 czerwca w mało romantycznym biurze prawnika Joan. Oboje odnosili sukcesy zawodowe, a Terry wydawał się być dobrym ojcem. Miał zresztą dzieci z inna kobietą. Crawford nie odpowiadał jednak charakter męża. Był to okres II wojny światowej w związku z czym Terry zaciągnął się do pracy w fabryce zbrojeniowej. Jego zarobki były jednak nieporównywalne do Crawford. Trzecie małżeństwo aktorki zakończyło się 25 kwietnia 1946 r. W późniejszych latach Crawford o Terrym mówiła niechętnie aczkolwiek twierdziła, że Phillip „był i jest bardzo miłym człowiekiem, ale nie byliśmy dla siebie stworzeni”.

### Małżeństwo z Alfredem Steele’em (1955–1959)
Alfreda Steele’a, prezesa Pepsi-Coli, Crawford poznała na przyjęciu w Nowym Jorku w 1951 r., ale zaczęła się z nim częściej spotykać kilka lat później. Jak przyznała aktorka zaletą mężczyzny było to, że „uwielbiał dzieci” i „nie był aktorem”. Para pobrała się 10 maja 1955 r. we Flamingo Las Vegas. Aktorka często towarzyszyła swojemu mężowi na spotkaniach biznesowych w całych Stanach Zjednoczonych, Kanadzie, Ameryce Południowej i Europie, tym bardziej, że nie otrzymywała interesujących dla niej propozycji filmowych. Mieszkanie obojga mieściło się na Piątej Alei i miało osiemnaście pokoi oraz ogrzewanie podłogowe. Dnia 4 kwietnia 1959 r. Steele zmarł we śnie na niewydolność krążenia. Wkrótce okazało się, że pomimo tego, że zmarły był dobrze prosperującym biznesmenem, miał spore długi. Crawford została mianowana członkiem zarządu Pepsi-Coli dzięki czemu mogła liczyć na zarobki 50 tys. dolarów rocznie. Ostatecznie jednak odeszła z amerykańskiego koncernu w 1973 r. Według Johna Springera Crawford spłaciła potężne długi i nigdy nie wspomniała, że miała o nie pretensje do ostatniego męża.

### Dzieci

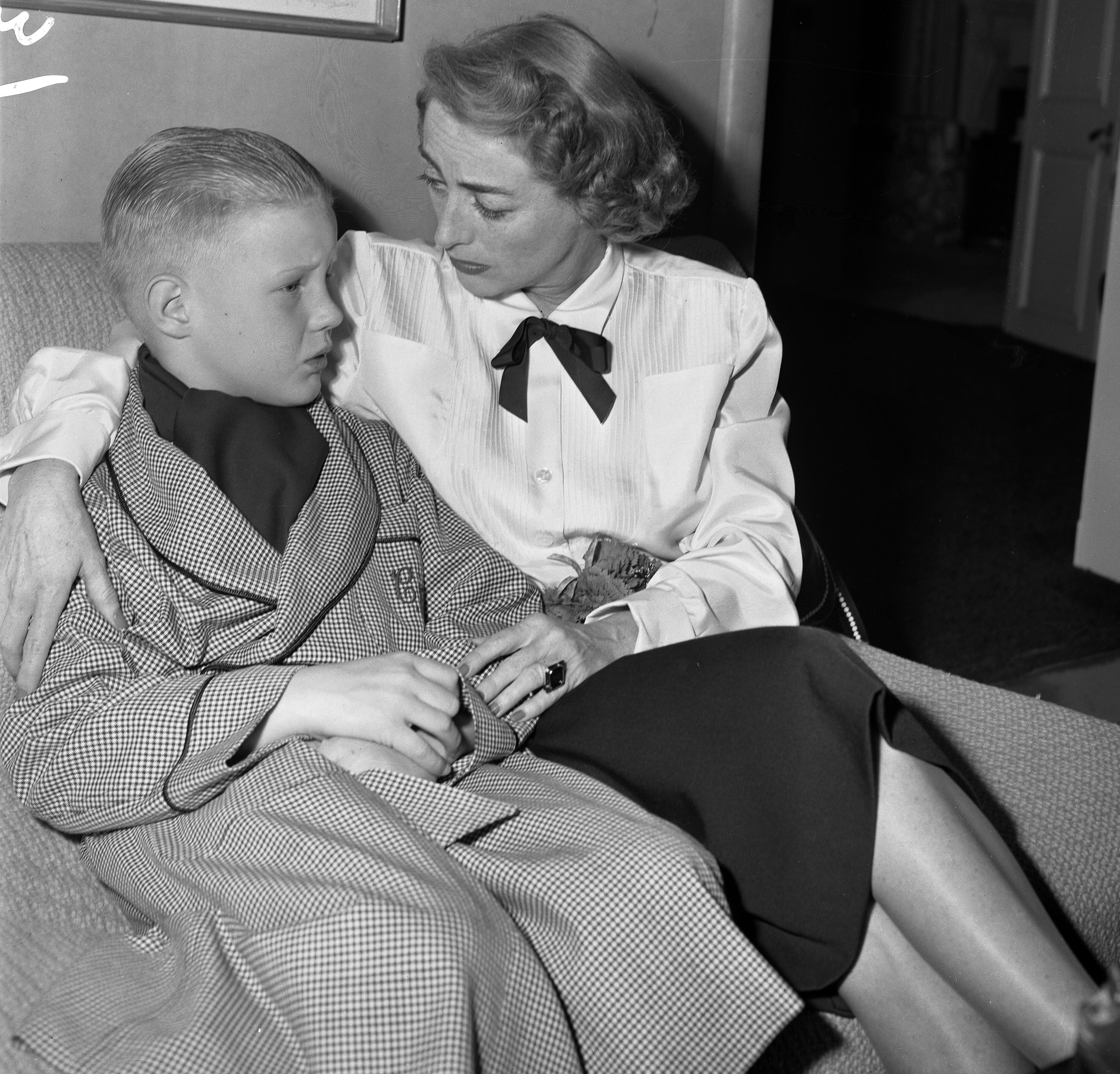
Crawford z synem Chistopherem

Aktorka nie miała własnych dzieci, chociaż bardzo ich pragnęła. Na pewnym etapie kariery jednak poddała się zabiegom aborcji, a ponadto kilkukrotnie poroniła. W konsekwencji zdecydowała się na adopcję. Adoptowała pięcioro dzieci: Christinę, dwóch Christopherów, bliźniaczki Cathy i Cynthię. Przy czym pierwszy syn Christopher został, po blisko rocznym pobycie w domu Crawford, odebrany przez biologiczną matkę. Bliźniaczki po latach wspominały matkę jako troskliwą i czułą kobietę natomiast Christopher, a przede wszystkim Christina mieli negatywne zdanie o Crawford. W 1978 r. Christina napisała książkę Mommie Dearest, w której twierdziła, że Joan znęcała się fizycznie i psychicznie nad nią i jej bratem. Według Christiny „matka była alkoholiczką. I kochała tylko siebie. My byliśmy jej potrzebni do tego, by interesowały się nią media. Adoptowała nas dla rozgłosu”. Wiele osób bliskich Crawford m.in. jej osobista sekretarka Betty Barker, Van Johnson, Marlene Dietrich, Myrna Loy, Katharine Hepburn, a także Bette Davis nie dało wiary rewelacjom autorki książki. Jednakże Betty Hutton czy też Helen Hayes twierdziły, że były świadkami agresywnego zachowania Crawford.
Christine Ann Lawson, adiunkt na Indiana University – Purdue University Indianapolis, w książce Understanding the borderline mother: Helping her children transcend the intense, unpredictable and volatile relationship utrzymuje, że Crawford miała symptomy osobowości „borderline”.

## Filmografia
Filmy fabularne
- 1925: Old Clothes jako Mary Riley
- 1925: Sally, Irene and Mary jako Irene
- 1925: The Only Thing jako gość na przyjęciu (niewymieniona w czołówce)
- 1925: A Slave of Fashion jako manekin (niewymieniona w czołówce)
- 1925: The Circle jako młoda lady Catherine (niewymieniona w czołówce)
- 1925: Rewia piękności (Pretty Ladies) jako Bobby
- 1925: Wesoła wdówka (The Merry Widow) jako statystka w sali balowej (niewymieniona w czołówce)
- 1925: Ben-Hur: A Tale of the Christ jako statystka w tłumie podczas wyścigu rydwanów (niewymieniona w czołówce)
- 1926: Tramp, Tramp, Tramp jako Betty Burton
- 1926: Paryż (Paris) jako dziewczyna
- 1926: The Boob jako Jane
- 1927: Wiosenna gorączka (Spring Fever) jako Allie Monte
- 1927: The Understanding Heart jako Monica Dale
- 1927: The Taxi Dancer jako Joslyn Poe
- 1927: Winners of the Wilderness jako René Contrecoeur
- 1927: Twelve Miles Out jako Jane
- 1927: West Point jako Betty Channing
- 1927: Demon cyrku (The Unknown) jako Nanon Zanzi
- 1928: Four Walls jako Frieda
- 1928: Across to Singapore jako księżniczka Crowninshield
- 1928: Tide of Empire jako Josephita Guerrero
- 1928: Jad miłości (Dream of Love) jako Adrienne Lecouvreur
- 1928: The Law of the Range jako Betty Dallas
- 1928: Rose-Marie jako Rose-Marie
- 1928: Nasze roztańczone córki (Our Dancing Daughters) jako Diana Medford
- 1929: Our Modern Maidens jako Billie Brown
- 1929: The Duke Steps Out jako Susie
- 1929: Untamed jako Alice „Bingo” Dowling
- 1930: Great Day
- 1930: Montana Moon jako Joan 'Montana' Prescott
- 1930: Paid jako Mary Turner
- 1930: Our Blushing Brides jako Geraldine March
- 1931: This Modern Age jako Valentine
- 1931: Grzesznica bez winy (Laughing Sinners) jako Ivy „Bunny” Stevens
- 1931: Dance, Fools, Dance jako Bonnie 'Bon' Jordan (Mary Smith)
- 1931: Kobiety bez przyszłości (Possessed) jako Marian Martin
- 1932: Letty Lynton jako Letty Lynton
- 1932: Grech (Rain) jako Sadie Thompson
- 1932: Ludzie w hotelu (Grand Hotel) jako Flaemmchen
- 1933: Dziś żyjemy (Today We Live) jako Diana
- 1933: Tańcząca Wenus (Dancing Lady) jako Janie
- 1934: Sadie McKee jako Sadie McKee Brennan
- 1934: Mężowie do wyboru (Forsaking All Others) jako Mary Clay
- 1934: Uwięzieni (Chained) jako Diane Lovering
- 1935: Zaczęło się od pocałunku (I Live My Life) jako Kay Bentley
- 1935: No More Ladies jako Marcia Townsend Warren
- 1936: Tylko raz kochała (The Gorgeous Hussy) jako Margaret 'Peggy' O’Neal Eaton
- 1936: Nie ufaj mężczyźnie (Love on the Run) jako Sally Parker
- 1937: Dama na dwa tygodnie (The Bride Wore Red) jako Anni Pavlovitch
- 1937: Koniec pani Cheyney (The Last of Mrs. Cheyney) jako Fay Cheyney
- 1937: Modelka (Mannequin) jako Jessica
- 1938: Chwila pokusy (The Shining Hour) jako Olivia Riley
- 1939: Kobiety (The Women) jako Crystal Allen
- 1939: The Ice Follies of 1939 jako Mary McKay
- 1940: Strange Cargo jako Julie
- 1940: Susan i Bóg (Susan and God) jako Susan Trexel
- 1941: Kiedy kobiety się spotykają (When Ladies Meet) jako Mary 'Minnie' Howard
- 1941: Twarz kobiety (A Woman's Face) jako Anna Holm
- 1942: They All Kissed the Bride jako Margaret Drew
- 1942: Reunion in France jako Michelle de la Becque
- 1943: Poza podejrzeniem (Above Suspicion) jako Frances Myles
- 1945: Mildred Pierce jako Mildred Pierce
- 1946: Humoreska (Humoresque) jako Helen Wright
- 1947: Daisy Kenyon jako Daisy Kenyon
- 1947: Opętana (Possessed) jako Louise Howell Graham
- 1949: Flamingo Road jako Lane Bellamy
- 1950: Harriet Craig jako Harriet Craig
- 1950: Przeklęci nie płaczą (The Damned Don’t Cry) jako Ethel Whitehead / Lorna Hansen Forbes
- 1951: Goodbye, My Fancy jako Agatha Reed
- 1952: This Woman Is Dangerous jako Beth Austin
- 1952: Sudden Fear jako Myra Hudson
- 1953: Torch Song jako Jenny Stewart
- 1954: Johnny Guitar jako Vienna
- 1955: Queen Bee jako Eva Phillips
- 1955: Female on the Beach jako Lynn Markham
- 1956: Jesienne liście (Autumn Leaves) jako Millicent Wetherby
- 1957: The Story of Esther Costello jako Margaret Landi
- 1959: Woman on the Run jako Susan Conrad
- 1959: Wszystko co najlepsze (The Best of Everything) jako Amanda Farrow
- 1961: The Foxes jako Millicent Fox
- 1962: Co się zdarzyło Baby Jane? (What Ever Happened to Baby Jane?) jako Blanche Hudson
- 1963: The Caretakers jako Lucretia Terry
- 1964: Strait-Jacket jako Lucy Harbin
- 1964: Della jako Della Chappell
- 1965: Widziałam, co zrobiłeś (I Saw What You Did) jako Amy Nelson
- 1968: Berserk! jako Monica Rivers
- 1968: Journey Into Midnight jako Hostessa (sceny usunięte)
- 1969: Journey to the Unknown jako Gospodarz
- 1969: Night Gallery jako Claudia Menlo
- 1970: Trog jako dr Brockton
- 1972: Beyond the Water's Edge jako Allison Hayes

Seriale telewizyjne
- 1954–1959: General Electric Theater jako Mary Andrews / Ruth Marshall / Ann Howard
- 1959: On Trial jako Ruth
- 1959–1961: Zane Grey Theater jako Melanie Davidson / Sarah Davidson / Stella Faring
- 1962: Your First Impression jako Tajemniczy gość
- 1963: Route 66 jako Morgan Harper
- 1967: The Man from U.N.C.L.E. jako Amanda True
- 1968: The Secret Storm jako Joan Borman Kane
- 1970: The Virginian jako Stephanie White
- 1971: The Name of the Game jako Członkini komisji
- 1972: Night Gallery jako Joan Fairchild

## Nagrody
- Nagroda Akademii Filmowej Najlepsza aktorka pierwszoplanowa: 1946 Mildred Pierce
- Złoty Glob 1970 Nagroda im. Cecila B. DeMille’a

## Dodatkowe informacje
Postać Joan Crawford, a także wielu innych przedwojennych amerykańskich aktorów, pojawiła się w filmie animowanym The Autograph Hound z 1939, gdzie Kaczor Donald włamuje się do studia filmowego, aby zdobyć autografy.